# 梅ヶ丘特殊地下壕
梅ヶ丘特殊地下壕（うめがおかとくしゅちかごう）とは、東京都日野市三沢にある特殊地下壕のことである。三沢旧陸軍地下壕とも呼ばれる。

## 概要
第二次世界大戦中、日本各地に特殊地下壕が建設されたが、日野市三沢地区の特殊地下壕もその中の一つである。本施設は陸軍が立川にあった航空工廠を移転させる為に建設したもので、着工は1945年2月で、総延長は完成部分でおよそ3000メートルと考えられている。
本施設が存在するのは多摩丘陵の北側、多摩川に面した斜面である。東には百草園、西には高幡不動、南には百草団地と高幡台団地が存在している。
最初に調査が行われたのは1972年であるが、その後、何度か陥没事故が発生している。

## 国家賠償訴訟
2002年の陥没事故では、家屋に被害も出ており、転居を余儀なくされた元住民が国に損害賠償を求める訴訟が行われている。
2010年11月29日、東京地方裁判所立川支部は、建設中止時から現在に至るまで地下壕は国が占有していたとし、埋め戻すなどの対策を取らなかった国の責任を認め、国に対して慰謝料や地盤改良費用などとして約3500万円の支払いを命じる判決をした。

## この施設に基づいたフィクション
1979年、この地下壕にヒントを得た伊東信は、ジュブナイル小説『SOS地底より』をポプラ社から発表した。